# Сира (биография)
Си́ра (араб. سيرة‎ — букв. дорога, путь, образ жизни‎) — особый жанр ранней мусульманской историографии, жизнеописание Мухаммеда.

## История
Впервые слово сира в значении «жизнеописание Пророка» используется Ибн Хишамом (ум. в 834 г.) в его редакции труда Ибн Исхака (704—767) «Хаза китаб сират расул Аллах». Скорее всего, вначале для обозначения рассказов о жизни Пророка употреблялась форма множественного числа — сияр (в сочетании с магази). Создание жизнеописания пророка Мухаммада обусловлено стремлением зафиксировать исламские религиозно-правовые установления (ахкамы) в соответствии с примером и наставлениями самого Мухаммада, а также восславить военные подвиги мусульман во главе с Пророком.
Сира не всегда может отражать действительное положение дел того времени. Она подверглась обработке, в результате чего существенно видоизменилась. Некоторые исторические события, в которых Пророк принимал участие, приняли легендарную окраску, были поданы в тенденциозном виде. В рассказах о мединском периоде жизни Мухаммада удаётся различить явные следы влияния жанра доисламских военных подвигов и походов арабов (айям аль-’араб).
Сира Мухаммада утвердилась в своих основных чертах в начале VIII века. Первые работы были написанные в рамках жанра Магази Расулюллах («Военные походы посланника Аллаха»), в которых изложение ограничивалось личностью пророка Мухаммада. Труды с таким названием были созданы хадисоведами аш-Шаби (ум. в 721 г.), Вахбом ибн Мунаббихом (ум. в 728 г.), аз-Зухри (ум. в 742 г.), Мусой ибн Укбой (ум. в 758 г.). По сравнению с магази сира представляла собой шаг вперед в развитии жанра, в котором жизнь и деятельность пророка Мухаммада оказались включёнными в контекст так называемой «всеобщей истории» арабов.
Согласно концепции Ибн Исхака, ислам продолжает и завершает иудейскую и христианскую священную историю. Созданная Ибн Исхаком «Сира» представляет собой историю всех пророков, последним из которых был Мухаммад. Труд Ибн Исхака состоит из трех частей:
- аль-Мубтада — история древних пророков от сотворения мира;
- аль-Мабас — жизнеописание Пророка до первого года хиджры (мекканский период);
- аль-Магази — завоевательные походы Мухаммада (мединский период).

Сира Ибн Исхака вместе с Сирой аль-Вакиди (747—823) стали главным источником для всех последующих работ этого жанра, оказав огромное воздействие на его развитие.

## Виды
Под названием сира в арабской литературе известны и жизнеописания других лиц (правителей, учёных), например Сират Ахмад ибн Тулун аль-Балави (X в.) и Сират Ахмад ибн Ханбаль, написанная Салихом ибн Ахмадом ибн Ханбалем (818—878). Иногда слово сира употреблялось во множественном числе, например Сияр аль-Аузаи аш-Шафии (ум. в 820 г.). Название Сира прилагается также к народным арабским романам о легендарных и исторических личностях (Сират Антар, Сират Байбарс).